# Simulium angustitarse
Simulium angustitarse es una especie de insecto del género Simulium, familia Simuliidae, orden Diptera.
Fue descrita científicamente por Lundstrom en 1911.